# Kapo (Film)
Kapo ist ein italienisch-französisches Holocaust-Filmdrama aus dem Jahre 1960 von Gillo Pontecorvo mit Susan Strasberg in der Hauptrolle.

## Handlung
Paris, zur Zeit der deutschen Besetzung Frankreichs im Zweiten Weltkrieg.
Die 14-jährige Jüdin Edith wird gemeinsam mit ihren Eltern verhaftet und in ein nazistisches Konzentrationslager deportiert. Gleich zu Beginn wird das hübsche Mädchen von Vater und Mutter getrennt. Ein älterer, gleichfalls inhaftierter Arzt, der – er zeigt auf sein an der Häftlingskleidung befestigtes, rotes Dreieck – als „Politischer“ einsitzt, führt sie in sein karges Behandlungszimmer. Der Mann weist Edith auf die Besonderheiten des Lagers hin und auch auf die mannigfaltigen Gefahren, die hier lauern. Dabei schneidet er Edith wie nebenbei die schönen, langen, schwarzen Haare ab, überreicht ihr die Häftlingskleidung und tätowiert die Häftlingsnummer auf ihren linken Unterarm. Nun ist Edith kein Mensch mehr, nur noch eine Nummer: 10099. Wie im Schock lässt Edith alles über sich ergehen. Als sie Lärm hört, der von draußen in das Arztzimmer dringt, geht sie ans Fenster und muss sehen, wie nackte Menschen, kleine Kinder wie Greise, von deutschen KZ-Wärtern unter den Rufen „Weiter, weiter!“ und „Judenpack verfluchtes, du Drecksau!“ über den Hof getrieben werden. Unter diesen Menschen erkennt Edith auch ihre gleichfalls unbekleideten, frierenden Eltern, die ihrem Tod entgegenlaufen. Verzweifelt schreit sie durch die geschlossene Fensterscheibe immer wieder nach ihnen.
Der Arzt erweist sich für Edith als großes Glück in ihrem Unglück. Soeben ist ein nichtjüdischer Häftling, eine gewisse Nicole Niepas, verstorben. Der Mediziner trichtert Edith ein, dass sie sich diesen Namen merken müsse. Denn ab sofort sei sie Nicole. Dies, so macht er der verstörten Edith klar, sei ihre einzige Überlebenschance an diesem Ort des Schreckens und Mordens. So müsse sie nicht das Zeichen eines jüdischen KZ-Häftlings tragen, sondern lediglich das schwarze Dreieck, das die Kriminellen „auszeichne“. „Als Krimineller“, so erklärt ihr der Arzt, ergehe es einem hier im Lager noch immer sehr viel besser als einem Juden. Edith alias Nicole begreift rasch, welche Konsequenzen dies für sie bedeutet. Auch sie wird zukünftig zwar geschlagen und misshandelt werden, und der Hunger wird ihr ständiger Begleiter sein. Auch sie wird sich deshalb heimlich Nahrung besorgen müssen und deswegen von Mithäftlingen argwöhnisch betrachtet werden. Aber eine Vergasung hat sie nicht zu befürchten. In der ebenfalls mit dem schwarzen Dreieck stigmatisierten Lagerinsassin Terese findet Edith sogar eine Vertraute.
Edith alias Nicole beginnt nun mit den Wölfen zu heulen, um ihr Überleben zu sichern. Sie beginnt sich zu prostituieren, lässt sich auf eine Liaison mit einem deutschen Offizier namens Karl ein. Und sie steigt zu einer untergeordneten Lageraufseherin auf, einem so genannten Kapo. Eines Tages beginnen sich die Dinge für sie entscheidend zu verändern. In einem langen Marsch wurden zahlreiche sowjetische Kriegsgefangene in das Männerlager getrieben. Unter ihnen befindet sich der gutaussehende Sascha. Als sich beide per Zufall kennenlernen, ist es um sie geschehen. Gefangen in der zutiefst inhumanen Lagerhölle, beginnen beide tiefe Gefühle füreinander zu entwickeln. Unter schwierigsten Umständen gelingt es ihnen, sich aus dem Blickfeld ihrer Bewacher zu entfernen und kurze, zärtliche Momente des privaten Glücks in größter Heimlichkeit zu schaffen.
Sascha macht Nicole klar, dass er und einige seiner Mitgefangenen einen groß angelegten Ausbruchsversuch wagen wollen. Bald sieht Nicole ein, dass sie wie bisher nicht weitermachen kann, dass auch sie Position beziehen muss. In einem Anfall größter Verzweiflung stürzt sich währenddessen ihre zur Freundin gewordene Mitgefangene Terese in den das Lager einfriedenden, unter Starkstrom stehenden Stacheldrahtzaun und tötet sich dadurch selbst. Als es zum Ausbruchsversuch kommt, fallen Schüsse, und zahlreiche Gefangene sterben im Kugelhagel der SS-Bewacher. Einigen wenigen gelingt tatsächlich die Flucht. Nicole, die den elektrischen Zaun von der Stromzufuhr abschalten will, wird in dem Moment, in dem sie sich für die richtige Seite entschieden hat, gleichfalls von einer Gewehrkugel getroffen. Karl eilt zu ihr und hört die Sterbende als letzte Worte das jüdische Gebet Schma Jisrael sprechen, mit der aus Nicole wieder Edith wird und diese sich endlich wieder zu ihrer jüdischen Identität bekennt.

## Produktionsnotizen, Hintergründe, Wissenswertes
1959 zum großen Teil in Jugoslawien gedreht, wurde Kapo im Rahmen der Filmfestspiele in Venedig am 7. September 1960 uraufgeführt. Der Massenstart war am 29. September desselben Jahres. In Deutschland lief der Film am 14. April 1961 an.  
Die Filmbauten stammen von Piero Gherardi.
Ein Kapo war ein der SS bzw. Lagerleitung eines nationalsozialistischen Konzentrationslagers unterstellter Handlanger, dem unter anderem die Beaufsichtigung anderer KZ-Häftlinge oblag.
Nach ihrer Darstellung der Anne Frank, die sie in der Theaterfassung von Das Tagebuch der Anne Frank vom Oktober 1955 bis zum Juni 1957 am Broadway gespielt hatte, war die Edith in Kapo bereits der zweite jüdische Charakter aus der Zeit des Holocaust, den Susan Strasberg innerhalb kurzer Zeit verkörperte.
Kapo erhielt 1961 eine Nominierung für den Oscar als bester fremdsprachiger Film. Der Film gewann 1961 den Laceno d’Oro auf dem Avellino Neorealismus-Filmfestival. Im selben Jahr wurde Susan Strasberg als beste Schauspielerin auf dem Mar del Plata Film Festival ausgezeichnet.

## Rezeption und Kontroversen
Der Film wurde seit seiner Präsentation äußerst kontrovers diskutiert. Berühmt wurde vor allem die scharf formulierte Kritik von Pontecorvos französischem Kollegen Jacques Rivette, die dieser in der Juni-Ausgabe 1961 von Cahiers du cinéma, Heft 120, formulierte. In seinem Essay De l‘abjection (auf Deutsch: „Über die Niedertracht“ oder auch „Von der Infamie“), sprach Rivette, sich explizit auf eine einzige Szene beziehend, in der sich der von Emmanuelle Riva gespielte KZ-Häftling in selbstmörderischer Absicht in den elektrisch geladenen Stacheldrahtzaun des Lagers wirft, von „Voyeurismus“ und „Pornographie“.
Für Rivette erschien im Jahre 1961 ein Grauen wie das des Holocausts quintessenziell nicht spielfilmtauglich und die Regisseur Pontecorvo unterstellte, optische Ästhetisierung des entsetzlichen Todes mittels spezieller Kameraeinstellungen – die aus der Froschperspektive aufgenommene Emmanuelle Riva mit ihrer im Moment des Sterbens nach oben ausgestreckten Hand; eine durch die sich vorwärts bewegende Kamera eingefangene Großaufnahme, während der Hintergrund fast verschwimmt – zur Erlangung eines dramatischen Effektes schlicht als eine filmische Obszönität. Rivette befand, dass Pontecorvos szenische Umsetzung Verachtung verdiene und stellte im Übrigen die moralische Werteskala und generell ein ethisches Bewusstsein des italienischen Kollegen in Frage.
Der renommierte Filmkritiker Serge Daney reagierte drei Jahrzehnte später auf Rivettes harte Polemik mit eigenen Betrachtungen. In dem von ihm gegründeten Fachblatt Trafic griff er die Kontroverse zu der heftig diskutierten Kamerafahrt-Szene am Elektrozaun in dem Aufsatz Le travelling de Kapo in der Ausgabe Nr. 4 vom Herbst 1992 erneut auf.
Das Lexikon des internationalen Films schreibt: „Die eingeflochtene Liebesgeschichte mit einem sowjetischen Gefangenen trübt das glaubwürdige Gesamtbild des eindringlich gestalteten Films.“